# محوطه تنکان
محوطه تنکان مربوط به دوران پیش از تاریخ ایران باستان است و در سراوان، شرق شهر واقع شده و این اثر در تاریخ ۷ مهر ۱۳۸۱ با شمارهٔ ثبت ۶۰۹۸ به‌عنوان یکی از آثار ملی ایران به ثبت رسیده است.